# شهرستان یورگینسکی (استان تیومن)
شهرستان یورگینسکی (به لاتین: Yurginsky District) یک شهرستان در روسیه است که در استان تیومن واقع شده‌است.